# Turkusowy stół
Turkusowy stół – siódmy album Antoniny Krzysztoń, nagrany po sześcioletniej przerwie. Piosenkarka, pragnąc się wyciszyć, kilka dni spędziła w klasztorze, gdzie powstało część utworów na płytę.

## Lista utworów
1. Tango o świcie
2. Pomimo wszystko - tak
3. Wiosna nie ominie Cię
4. Jaśminowi
5. Naczynie
6. Rzepakowy miód
7. Łezki
8. Dotykam Twoich ust
9. Gdy na horyzoncie zobaczę
10. Uwierz mi
11. Ty znowu Ty
12. Miłości Twojej
13. Ile zostało nocy, dni
14. Wyznania
15. Do jutra